# Подорожник чернеющий
Подоро́жник черне́ющий (лат. Plantago atrata) — вид растений семейства Подорожниковые.

## Описание

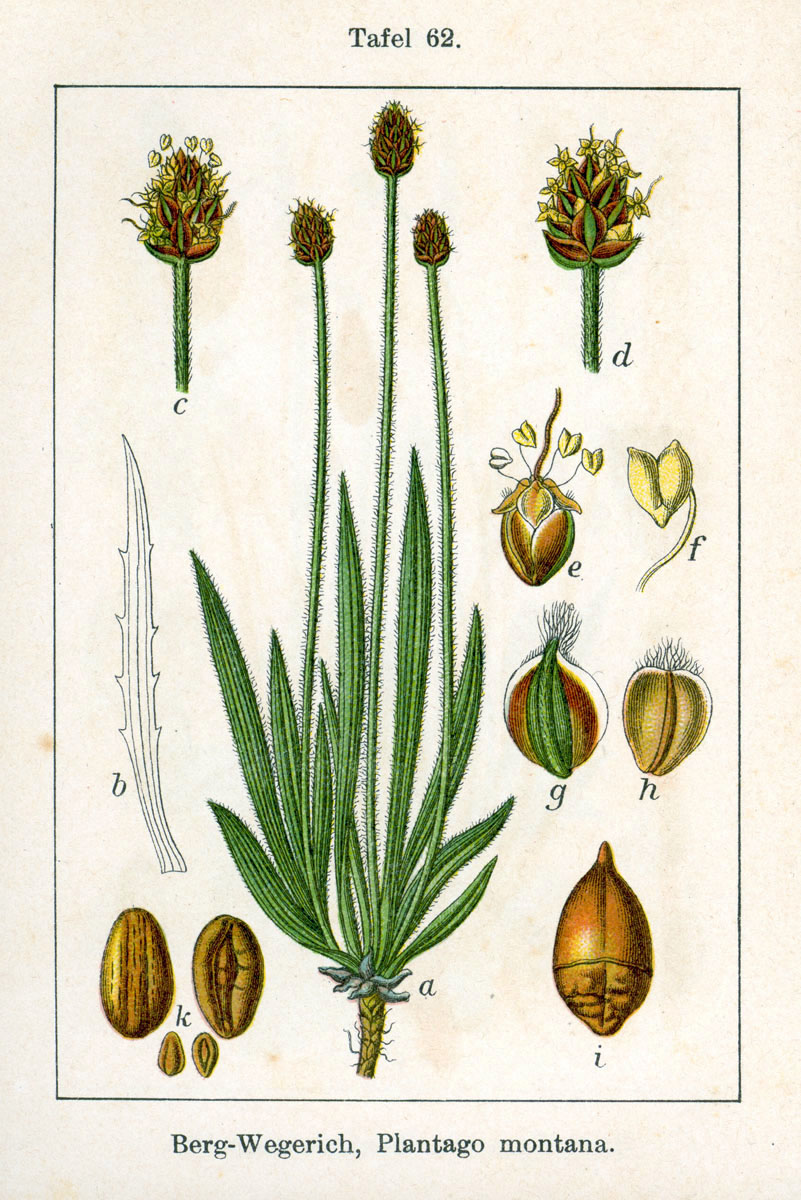
Подорожник горный.

Подорожник чернеющий — травянистое стержнекорневое многолетнее растение высотой от 5 до 25 см. Собранные в прикорневой розетке листья ланцетные или линейно-ланцетные, цельнокрайные, обычно густо опушенные — до беловойлочных. Цветочных стрелок от 2 до 10, цветоносы густоопушённые. Соцветие — прямой и безлистный колос. Во время созревания он наклоняется к земле, при этом его длина больше, чем длина листьев. Колосья шаровидные, или короткоцилиндрические, тёмные, длиной около 2,5 (до 4) см. Прицветники широкие, неправильной формы, почти округлые, плёнчатые, с хорошо выраженным килем, скрывают чашечку. Чашелистики короче прицветников, до 4 мм длиной, овальные, плёнчатые, по краям могут иметь длинные волоски. Доли венчика яйцевидные, 2-3 мм длиной. Цветки неприметные и четырёхчастные. Тычинки желтоватые. Завязь верхушечная. Плод — двухсемянная продолговато-яйцевидная коробочка. Семена яйцевидные, желобчатые.

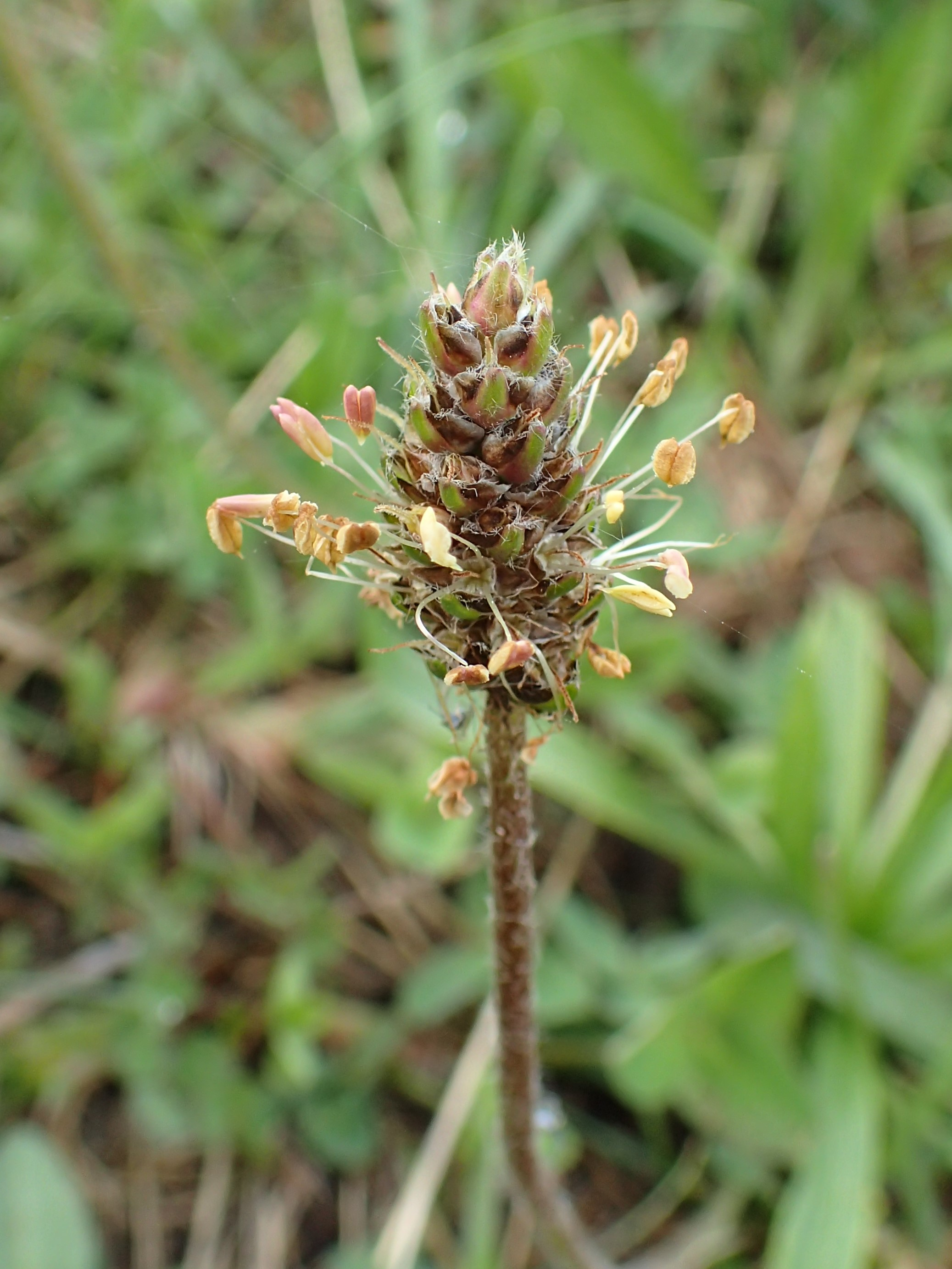
Соцветие

Время цветения с мая по август.

## Распространение и экология
Скально-луговой ветроопыляемый гемикриптофит. Часто встречается щебнистых и каменистых склонах, субальпийских и альпийских лугах с влажными и известковыми почвами во всех горах Европы, Северного Кавказа, северной части Передней Азии (Турция, Иран, Ирак) и Пакистана до 3200 м над уровнем моря.

## Классификация

### Таксономия
Вид Подорожник чернеющий входит в подрод Псиллиум (Psyllium (Miller) Peterm.) рода Подорожник (Plantago) семейства Подорожниковые (Plantaginaceae) порядка Ясноткоцветные (Lamiales).
|  |                                      |  |                                                             |                                                             |                          |  | ещё 24 семейство | ещё 24 семейство    |                          |  |  |  | ещё около 243 видов |
|  |                                      |  |                                                             |                                                             |                          |  | ещё 24 семейство | ещё 24 семейство    |                          |  |  |  | ещё около 243 видов |
|  |                                      |  |                                                             | порядок Ясноткоцветные                                      |                          |  |                  |                     | род Подорожник           |  |  |  |                     |
|  |                                      |  |                                                             | порядок Ясноткоцветные                                      |                          |  |                  |                     | род Подорожник           |  |  |  |                     |
|  | отдел Цветковые, или Покрытосеменные |  |                                                             |                                                             | семейство Подорожниковые |  |                  |                     | вид Подорожник чернеющий |  |  |  |                     |
|  | отдел Цветковые, или Покрытосеменные |  |                                                             |                                                             | семейство Подорожниковые |  |                  |                     |                          |  |  |  |                     |
|  |                                      |  | ещё 64 порядка цветковых растений (согласно Системе APG IV) | ещё 64 порядка цветковых растений (согласно Системе APG IV) |                          |  |                  | ещё около 107 родов | ещё около 107 родов      |  |  |  |                     |
|  |                                      |  |                                                             | ещё 64 порядка цветковых растений (согласно Системе APG IV) |                          |  |                  |                     | ещё около 107 родов      |  |  |  |                     |

### Подвиды
(по данным Kew)
- Plantago atrata subsp. atrata — Испания, Франция, Германия, Австрия, Швейцария, Италия, Югославия, Греция, Болгария. Албания.
- Plantago atrata subsp. carpatica (Soó) Soó — Чехословакия, Польша, Румыния, Украина.
- Plantago atrata subsp. circassica Tzvelev — Северный Кавказ.
- Plantago atrata subsp. fuscescens (Jord.) Pilg. — Ирландия, Франция.
- Plantago atrata subsp. graeca (Halácsy) Holub — Греция, Кипр.
- Plantago atrata subsp. holosericea (Roem. & Schult.) Holub — Франция
- Plantago atrata subsp. spadicea Pilg.) Pilg. — Турция, Крым, Кавказ, Иран, Ирак, Пакистан.
- Plantago atrata subsp. sudetica (Pilg.) Holub — Чехословакия
- Plantago atrata subsp. ucrainica Chrtek — Украина, Румыния.